# Méditation (Thaïs)
Méditation (suy tưởng, suy ngẫm) là một khúc chuyển cảnh giao hưởng trong opera Thaïs của nhà soạn nhạc người Pháp Jules Massenet. Khúc nhạc được viết cho độc tấu violin và dàn nhạc. Vở opera được công diễn lần đầu tại Opéra Garnier ở Paris vào ngày 16 tháng 3 năm 1894.

## Miêu tả
Méditation là khúc chuyển cảnh giao hưởng giữa cảnh I và cảnh II trong màn II của opera Thaïs. Trong cảnh đầu tiên của màn II, Athanaël, một tu sĩ Cenobite, đương đầu với Thaïs, một kỹ nữ xinh đẹp đam mê khoái lạc và là người say mê Venus, và có ý định thuyết phục cô thoát khỏi cuộc đời xa hoa và khoái lạc để tìm sự cứu rỗi ở Chúa trời. Trong khoảng thời gian suy ngẫm sau cuộc đụng độ, khúc Méditation được trình diễn. Tại cảnh thứ hai của màn II, sau khúc Méditation, Thaïs nói với Athanaël rằng cô đồng ý theo ông đi vào sa mạc.
Khúc nhạc viết ở giọng Rê trưởng và có thời lượng xấp xỉ năm phút (dù một số sự thể hiện kéo dài hơn sáu phút). Massenet có lẽ đã viết khúc nhạc này với mục đích tôn giáo, tốc độ được biểu thị là Andante Religioso (Religioso vừa có nghĩa là cẩn thận, đều đặn, thể hiện sự chặt chẽ trong nhịp độ; vừa có thể hiểu theo nghĩa đen là những cảm xúc dựa vào tôn giáo) với một nhịp độ như bước đi. Khúc nhạc được mở đầu bằng đoạn giới thiệu ngắn của đàn harp, sau đó violin nhanh chóng bắt đầu motif. Sau khi violin biểu diễn giai điệu hai lần, khúc nhạc đi vào đoạn được biểu thị animato, dần dần càng lúc càng trở nên say đắm (Massenet viết poco a poco appassionato). Cao trào của khúc nhạc đạt đến chỗ được biểu thị poco piu appassionato (thêm một chút say đắm) và sau đó được tiếp nối bằng một khúc chuyển đoạn ngắn có tính chất cadenza từ nghệ sĩ độc tấu và quay lại chủ đề chính. Sau khi chủ đề chính được biểu diễn hai lần, nghệ sĩ độc tấu cùng dàn nhạc chơi những hòa âm ở quãng âm cao trong khi đàn harp và bộ dây chơi êm ả ở quãng âm dưới.

## Hòa âm
Khúc nhạc viết cho violin độc tấu, 2 sáo, 2 oboe, kèn cor Anh, clarinet, bass clarinet, bassoon, contrabassoon, 2 kèn cor, dàn hợp xướng SATB, hai đàn harps và bộ dây. Phần độc tấu violin thường được biểu diễn bởi nhạc trưởng tại sân khấu opera, hoặc bởi nghệ sĩ độc tấu đứng trước dàn nhạc trong sân khấu hòa nhạc. Phần điệp khúc SATB được Massenet yêu cầu được hát bởi toàn bộ dàn hợp xướng từ sau tấm màn sân khấu trong một buổi diễn opera, hoặc bởi từ bốn đến tám ca sĩ đơn ca ngồi trong dàn nhạc trong một buổi hòa nhạc.

## Người biểu diễn và chuyển soạn
Méditation trong Thaïs được đánh giá là một trong những tác phẩm biểu diễn thêm tuyệt vời, các nghệ sĩ độc tấu violin đẳng cấp thế giới như Joshua Bell, Sarah Chang, Anne-Sophie Mutter, Itzhak Perlman, và Maxim Vengerov đã biểu diễn khúc nhạc này với những dàn nhạc lớn khắp thế giới. Méditation đã được chuyển soạn cho violin và piano cũng như cho các nhạc cụ khác. Nghệ sĩ cello Yo-Yo Ma và nghệ sĩ piano Kathryn Stott đã thu âm một phiên bản cho cello và piano của Jules Delsart; nghệ sĩ sáo James Galway, nghệ sĩ euphonium Adam Frey, và nghệ sĩ trumpet Sergei Nakariakov cũng biểu diễn và thu âm các phiên bản cho từng nhạc cụ với dàn nhạc.

## Biên đạo múa
Biên đạo múa người Anh Frederick Ashton đã tạo ra một pas de deux từ Méditation. Ra mắt vào ngày 21 tháng 3 năm 1971, tác phẩm được biểu diễn bởi Antoinette Sibley và Anthony Dowell của The Royal Ballet và biểu diễn tại nhà hát Adelphi như một phần của Gala Performance. Tác phẩm không liên quan đến nội dung của vở opera, mà thể hiện một hình ảnh thị giác, với Sibley thể hiện "một linh hồn thoát tục, nhẹ nhõm" và thể hiện trang phục của Dowell. Nó được đón nhận nồng nhệt ngay từ lần đầu ra mắt khiến Ashton phải ngay lập tức cho biểu diễn lại, và Marie Rambert đánh giá nó là một trong ba kiệt tác của Ashton (cùng với Biến tấu giao hưởng và La fille mal gardée). Có một bản ghi hình của tác phẩm được chiếu trên BBC Television và pas de deux được trình chiếu trên đoạn phim quốc tế từ Royal Opera House năm 2013.